# Острівський заказник
О́стрівський зака́зник — гідрологічний заказник загальнодержавного значення в Україні. Розташований у межах Зарічненського району Рівненської області, неподалік від села Острівськ.
Площа 2381 га. Створений у 1980 році. Перебуває у віданні Зарічненського лісгоспзагу.
Охоплює три мальовничі озера: Велике (96 га), Середнє (12 га), Хоромне (40 га), а також приозерні зниження і лісовий масив. Переважають соснові та змішані насадження. Невеликі площі займають відкриті болота (осоково-гіпнові та осоково-сфагнові). З рідкісних рослин трапляються дифазіаструм Цайллера, верба лапландська, осока багнова, осока тонкокореневищна, а також любка дволиста, росичка проміжна і плаун колючий, занесені до Червоної книги України.
Через територію заказника проходить вузькоколійна залізниця Антонівка — Зарічне.